# Lijst van onroerend erfgoed in Aartselaar
Een overzicht van het onroerend erfgoed in de gemeente Aartselaar. Het onroerend erfgoed maakt deel uit van het cultureel erfgoed in België.

## Bouwkundig erfgoed
| Object                            | Erfgoedstatus? | Bouwjaar of architect | Deelgemeente | Adres                              | Coördinaten                  | Nummer? | Afbeelding                        |
| --------------------------------- | -------------- | --------------------- | ------------ | ---------------------------------- | ---------------------------- | ------- | --------------------------------- |
| Neotraditionele villa             |                |                       | Aartselaar   | Lindelei 58                        | 51° 8' 0" NB, 4° 23' 35" OL  | 12410   | Neotraditionele villa             |
| Kasteel Buerstede                 | Monument       |                       | Aartselaar   | Antwerpsesteenweg 19               | 51° 8' 27" NB, 4° 22' 41" OL | 12412   | Kasteel Buerstede                 |
| Boerenhuis                        |                |                       | Aartselaar   | Antwerpsesteenweg 17B              | 51° 8' 25" NB, 4° 22' 40" OL | 12413   | Boerenhuis                        |
| Pastorie Sint-Leonardusparochie   | Monument       |                       | Aartselaar   | Baron van Ertbornstraat 1          | 51° 8' 6" NB, 4° 23' 17" OL  | 12414   | Pastorie Sint-Leonardusparochie   |
| Bruynboordhoeve                   |                |                       | Aartselaar   | Kontichsesteenweg 62               | 51° 8' 41" NB, 4° 23' 43" OL | 12417   | Bruynboordhoeve                   |
| Neoclassicistisch kasteel Solhof  | Monument       |                       | Aartselaar   | Baron van Ertbornstraat 118-122    | 51° 8' 15" NB, 4° 23' 38" OL | 12419   | Neoclassicistisch kasteel Solhof  |
| Kasteel Lindenbos                 |                |                       | Aartselaar   | Boomsesteenweg 139                 | 51° 6' 47" NB, 4° 22' 22" OL | 12420   | Kasteel Lindenbos                 |
| Meisjesschool                     |                |                       | Aartselaar   | Carillolei 2                       | 51° 8' 0" NB, 4° 23' 11" OL  | 12421   | Meisjesschool                     |
| Burgerhuis van 1902               |                |                       | Aartselaar   | Carillolei 7                       | 51° 7' 57" NB, 4° 23' 9" OL  | 12422   | Burgerhuis van 1902               |
| Hoeve Rode Klaerhof               |                |                       | Aartselaar   | Kleistraat 223                     | 51° 8' 18" NB, 4° 23' 54" OL | 12423   | Hoeve Rode Klaerhof               |
| Hoeve met losstaande bestanddelen |                |                       | Aartselaar   | Dijkstraat 11B                     | 51° 8' 49" NB, 4° 23' 36" OL | 12424   | Hoeve met losstaande bestanddelen |
| Hovenierswoning                   |                |                       | Aartselaar   | Groenenhoek 134                    | 51° 8' 49" NB, 4° 21' 27" OL | 12425   | Hovenierswoning                   |
| Vier arbeiderswoningen            | deels bewaard  |                       | Aartselaar   | Guido Gezellestraat 17-23          | 51° 8' 7" NB, 4° 23' 7" OL   | 12427   | Vier arbeiderswoningen            |
| Ensemble van twee burgerhuizen    |                |                       | Aartselaar   | Guido Gezellestraat 30-32          | 51° 8' 8" NB, 4° 23' 8" OL   | 12428   | Ensemble van twee burgerhuizen    |
| Hoeve Hof van Briez               |                |                       | Aartselaar   | Hof-te-Briezlaan 20                | 51° 7' 34" NB, 4° 23' 34" OL | 12429   | Hoeve Hof van Briez               |
| Hoeve in U-vorm                   |                |                       | Aartselaar   | Hof-te-Briezlaan 22                | 51° 7' 33" NB, 4° 23' 31" OL | 12430   | Hoeve in U-vorm                   |
| Herenhuis met koetshuis           |                |                       | Aartselaar   | Kapellestraat 70                   | 51° 7' 52" NB, 4° 23' 20" OL | 12433   | Herenhuis met koetshuis           |
| Burgerhuis                        |                |                       | Aartselaar   | Kapellestraat 72                   | 51° 7' 51" NB, 4° 23' 20" OL | 12434   | Burgerhuis                        |
| Waterslot Cleydael                | Monument       |                       | Aartselaar   | Cleydaellaan 36                    | 51° 8' 18" NB, 4° 21' 50" OL | 12436   | Waterslot Cleydael                |
| Hoeve Cleystaaf                   |                |                       | Aartselaar   | Kontichsesteenweg 77               | 51° 8' 44" NB, 4° 23' 51" OL | 12437   | Hoeve Cleystaaf                   |
| Hoeve met losse bestanddelen      |                |                       | Aartselaar   | Kontichsesteenweg 78               | 51° 8' 39" NB, 4° 23' 56" OL | 12438   | Hoeve met losse bestanddelen      |
| Hoeve met losse bestanddelen      |                |                       | Aartselaar   | Kontichsesteenweg 83               | 51° 8' 41" NB, 4° 23' 57" OL | 12439   | Hoeve met losse bestanddelen      |
| Schandpaal                        |                |                       | Aartselaar   | Laar                               | 51° 8' 3" NB, 4° 23' 15" OL  | 12440   | Schandpaal                        |
| Parochiekerk Sint-Leonardus       | Monument       |                       | Aartselaar   | Laar                               | 51° 8' 1" NB, 4° 23' 15" OL  | 12441   | Parochiekerk Sint-Leonardus       |
| Hoeve met losse bestanddelen      |                |                       | Aartselaar   | Pierstraat 78                      | 51° 7' 5" NB, 4° 23' 10" OL  | 12443   | Hoeve met losse bestanddelen      |
| Molen van 't Heike                | Monument       |                       | Aartselaar   | Reetsesteenweg                     | 51° 7' 25" NB, 4° 23' 31" OL | 12444   | Molen van 't Heike                |
| Cafe Belle Vue                    |                |                       | Aartselaar   | Reetsesteenweg 75                  | 51° 7' 21" NB, 4° 23' 37" OL | 12445   | Cafe Belle Vue                    |
| Boerenhuis van 1859               |                |                       | Aartselaar   | Wullebeekstraat 6                  | 51° 7' 27" NB, 4° 23' 14" OL | 12447   | Boerenhuis van 1859               |
| Hoeve met losse bestanddelen      |                |                       | Aartselaar   | Zinkvalstraat 1                    | 51° 7' 57" NB, 4° 21' 43" OL | 12448   | Hoeve met losse bestanddelen      |
| Hoeve                             |                |                       | Aartselaar   | Zinkvalstraat 5                    | 51° 8' 5" NB, 4° 21' 28" OL  | 12449   | Hoeve                             |
| Hoeve met losse bestanddelen      |                |                       | Aartselaar   | Zinkvalstraat 50                   | 51° 7' 39" NB, 4° 22' 5" OL  | 12450   | Hoeve met losse bestanddelen      |
| Gemeenteschool                    |                |                       | Aartselaar   | Carillolei 1-3, Leon Gilliotlaan 2 | 51° 7' 59" NB, 4° 23' 12" OL | 83806   | Gemeenteschool                    |
| Onze-Lieve-Vrouw Middelareskapel  |                |                       | Aartselaar   | Koekoekstraat                      | 51° 6' 46" NB, 4° 21' 43" OL | 83807   | Onze-Lieve-Vrouw Middelareskapel  |
| Hoeve                             |                |                       | Aartselaar   | Zinkvalstraat 42                   | 51° 7' 37" NB, 4° 22' 7" OL  | 83808   | Hoeve                             |